# Granja la Ricarda
La Granja la Ricarda és un edifici del municipi del Prat de Llobregat protegit com a bé cultural d'interès local. Va ser construït el 1909 per a granja lletera i desmuntat, traslladat i reconstruït el 2010.

## Descripció
La granja es va construir al nord de la finca de la Ricarda, al camí de la Ricarda prop d'on hi ha encara la torre de la Ricarda (coordenades aproximades de l'emplaçament original: 41° 18′ 20.67″ N, 2° 6′ 25.35″ E / 41.3057417°N,2.1070417°E).
Presentava una estructura rectangular, de dues naus d'una planta connectades per tres torres de dos pisos, una al mig i dues a cada extrem. Les cobertes eren a dues vessants a les naus i a quatre a les torres. Sobre aquestes hi havia baranes de ferro (exactament, laminat) a la manera de miradors rectangulars. Aquesta estructura corresponia a l'antiga granja per a bestiar, i es complementava amb la masoveria de dos pisos que cloïa en forma de ela la granja. Aquesta, pels seus volums regulars, per la utilització d'elements clàssics com cornises i arcs, pel decorativisme d'elements artesanals com la rajoleta blava que emmarcava portes i finestres, o com els esgrafiats al·legòrics a l'agricultura realitzats a la façana de la masoveria, tenia un marcat caràcter noucentista, tot i que l'edifici també ha estat descrit com a modernista.
La fonamentació del conjunt dels edificis era amb estaques de pi clavades al terreny, que suportaven pilars d'obra sobre els que es recolzava l'estructura metàl·lica amb voltes atirantades que formaven la coberta. Aquesta estructura metàl·lica havia estat projectada per l'enginyer Joan Torras i Guardiola.

## Història
La Granja la Ricarda fou un dels dos sindicats agrícoles que, junt amb la Colònia Casanovas hi havia al Prat a principis segle xx. Fou construïda en els terrenys de la finca la Ricarda, propietat de Manuel Bertrand. La dissenyà i edificà Josep Monés i Jané que era constructor d'edificis i pous artesians. A la granja ja es perforaren pous artesians des del 1912.
La Ricarda té per segon nom "Cal Torrero", pel nom d'una antiga masia que es devia enderrocar en construir-la i que apareix esmentada a la Consueta Parroquial de principis del segle xix.
Fins als anys 30 es considerava aquesta granja una explotació lletera model, amb vaques importades de Suïssa i Holanda, en un moment en què el sector lleter creixia impulsat per l'augment de consum que va experimentar la demanda a causa del procés d'urbanització i del creixement de Barcelona (en aquell temps es produïen 10.000 litres diaris de llet al Prat de Llobregat que es consumien a Barcelona).
Posteriorment la granja va acabar semiabandonada, especialment les quadres per al bestiar. Als anys noranta només era habitada la masoveria i encara es conreaven els camps del voltant. El creixement de l'aeroport de Barcelona va fer, primer, que l'edifici es trobés just a la principal línia d'aproximació dels avions (com Cal Batrus), cosa que la feia pràcticament inviable per a guardar bestiar, i després que acabés adquirida per AENA i afectada directament per la prolongació de la pista principal, el que en va fer necessari l'enderroc.
Un cop desmuntada, es va reconstruir al camí de Cal Silet, prop del nucli del Prat, amb elements originals i ampliant el conjunt de dues a tres naus, AENA va cedir-la a l'Ajuntament del Prat per destinar-la a equipaments ambientals relacionats amb el delta del Llobregat.

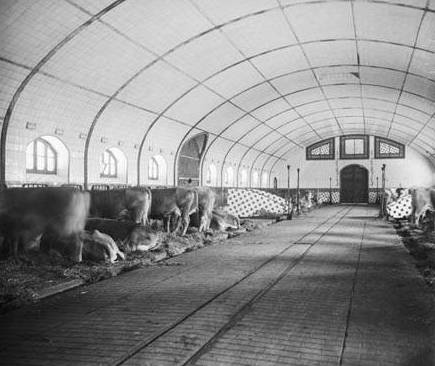
Interior de la granja a principis del segle xx.
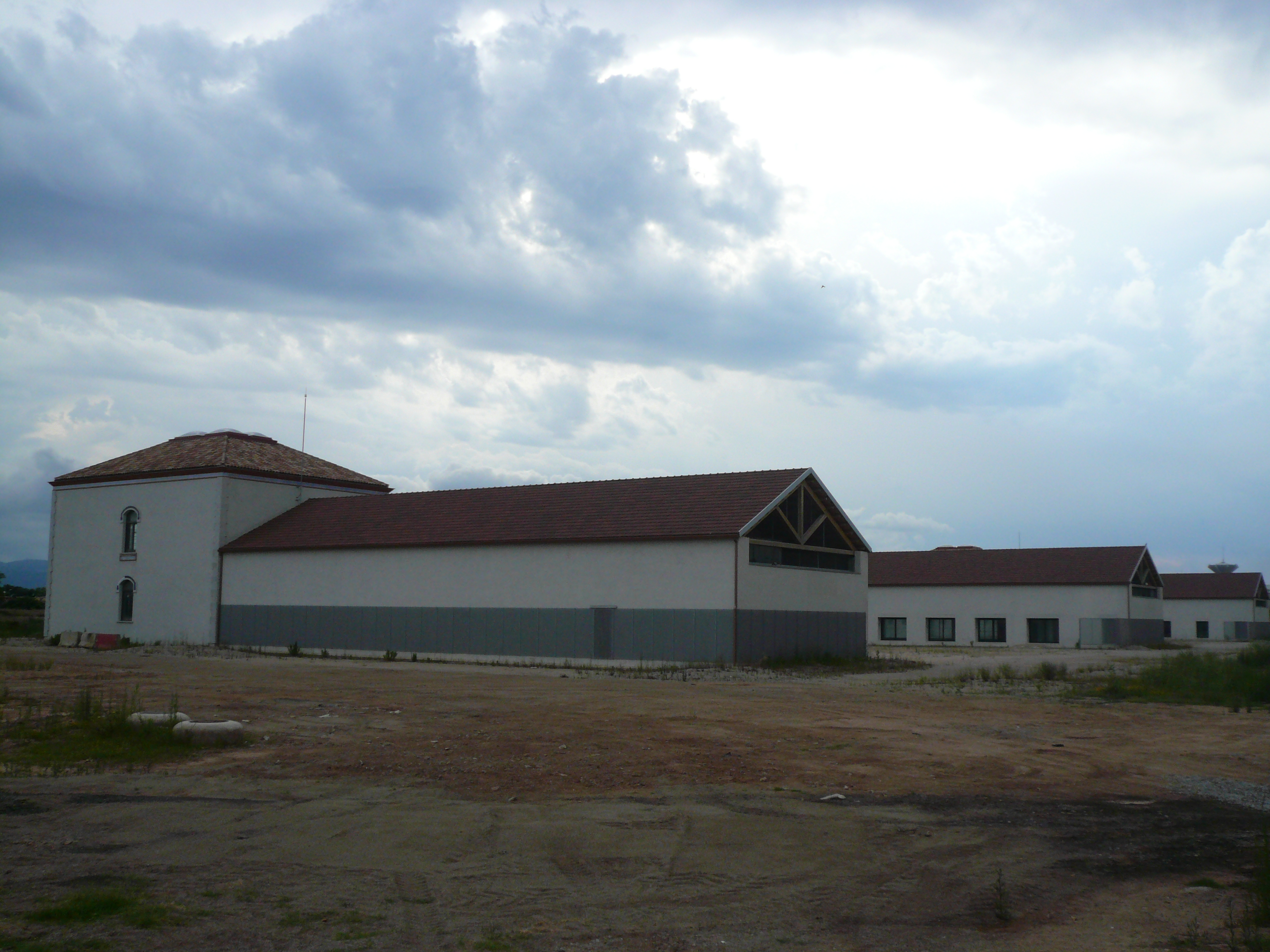
Granja reconstruïda en la seva nova ubicació l'any 2014.